# Hermonville
Hermonville település Franciaországban, Marne megyében. Lakosainak száma 1409 fő (2022. január 1.). Hermonville Cauroy-lès-Hermonville, Bouvancourt, Chenay, Loivre, Pévy, Pouillon, Trigny és Villers-Franqueux községekkel határos.

## Népesség
A település népességének változása:
| Lakosok száma | 793  | 924  | 1124 | 1298 | 1486 | 1476 | 1417 | 1391 | 1392 | 1409 |
|               | 1968 | 1982 | 1990 | 2006 | 2013 | 2015 | 2017 | 2019 | 2020 | 2022 |